# G. Peignot & Fils
G. Peignot & Fils (gegründet 1898) war eine der führenden Schriftgießereien an der rue Edgar Quinet am Montparnasse in Paris.

## Geschichte von G. Peignot & Fils
Gustave Peignot wandelte die Schriftgießerei G. Peignot ein Jahr vor seinem Tod in eine Kommanditgesellschaft um. Mit dem neuen Namen G. Peignot & Fils übergab er sie 1898 seinen fünf Söhnen. Georges Peignot brachte als Inhaber Gestaltungselemente des Jugendstils ein. Alle fünf Söhne starben. Der älteste an einer Krankheit, die anderen vier im Ersten Weltkrieg. Nach George Peignots Tod im Jahre 1915 übernahm sein Sohn Charles Peignot die Geschäftsführung und erweiterte den Bestand um Art-Deco-Schriften. Zwischen 1919 und 1923 war die Schriftgießerei nicht voll in Betrieb, um dann nach dem Zusammenschluss mit dem Traditionsunternehmen Deberny & Cie (gegr. 1818) als Deberny & Peignot wiedereröffnet zu werden. Diese Schriftgießerei bestand bis zum 31. Dezember 1972 und gilt als eine der renommiertesten in Frankreich.

## G. Peignot & Fils
In den späten 1890er Jahren warb Georges Peignot den Künstler Eugène Grasset an, um eine neue Schriftart zu entwickeln. Unter dem Namen Grasset wurde diese 1897 von G. Peignot & Fils veröffentlicht. Schon wenige Jahre später gelang es ihm, einen weiteren Jugendstil-Künstler, George Auriol für die Zusammenarbeit zu gewinnen. Zwischen 1901 und 1907 schuf dieser mehrere Schriftarten: unter anderem Auriol und Robur. George Peignot konnte mehrere bekannte Kunstschaffende zur Zusammenarbeit bewegen. Henri Bellery-Desfontaines entwarf die Schrift Le Bellery-Desfontaines, die 1910 erschien. Bernhard Naudin entwarf 1910 die Schrift Le Naudin, die 1924 bei Deberny & Peignot erschien. Guy Arnoux entwarf 1914 die Schrift Guy-Arnoux. G. Peignot & Fils war bekannt für originelle Schriften. Diese festigten den Erfolg des Pariser Unternehmens. 1912 entwarf Georges Peignot die Schrift Nicolas Cochin und 1914 Cochin, die schnell Zustimmung in der Fachwelt fand.
In den 1920er Jahren ereigneten sich in Paris zwei wichtige Fusionen. 1921 schlossen sich fünf Pariser Schriftgießereien zusammen zur Fonderie Typographique Française (FTF). Zwei Jahre später, 1923 fusionierte Peignot mit Girard et Cie. Deberny & Peignot entstand. Die Fusion der beiden traditionsreichen Unternehmen am 1. Juli 1923 brachte viele Vorteile mit sich. Eine große Anzahl von Druckstöcken, klassischen Stempeln und Matrizen von Deberny konnten mit den originellen Schriftentwürfen von Peignot zusammengeführt werden. Die Fusion brachte zwei Werksanlagen in Paris und La Courneuve mit sich.